# Pelbárt
A Pelbárt férfinév, a latin Privartus név középkori magyar megfelelője, a jelentése: kényszerítés (Litván).

## Gyakorisága
Az 1990-es években szórványos név, a 2000-es években nem szerepel a 100 leggyakoribb férfinév között.

## Névnapok
- május 27.[2]
- augusztus 21.[2]
- szeptember 28.[2]

## Híres Pelbártok
- Temesvári Pelbárt skolasztikus író, prédikátor
- Rácz István Pelbárt ciszterci atya, Eger (1922–2009)